# Copa América de Voleibol Masculino de 2025
La Copa América de Voleibol Masculino de 2025 fue la primera edición del torneo que se disputó del 25 al 29 de junio de 2025 en Minas Gerais, Brasil. El torneo contó con la participación de 5 selecciones nacionales de la Confederación Sudamericana de Voleibol.

## Equipos participantes
- Argentina
- Brasil (Local)
- Chile
- Perú
- Venezuela

## Modo de disputa
El torneo se disputó a grupo único en un sistema de todos contra todos. Una victoria por 3-0 o 3-1 otorgó 3 puntos para el ganador y ninguno al perdedor, mientras que una victoria por 3-2 repartió 2 puntos para el ganador y 1 para el perdedor. Al final del campeonato, el seleccionado con más puntos, la Selección de Voleibol Masculino de Brasil, fue el campeón del torneo.

## Resultados
| Pos. | Equipo    | Partidos | Partidos | Partidos | Partidos | Sets | Sets | Sets  | Puntos | Puntos | Puntos |
| Pos. | Equipo    | PJ       | PG       | PP       | Pts.     | SG   | SP   | Ratio | PG     | PP     | Ratio  |
| ---- | --------- | -------- | -------- | -------- | -------- | ---- | ---- | ----- | ------ | ------ | ------ |
| 1    | Brasil    | 4        | 4        | 0        | 12       | 9    | 0    | 9.00  | 304    | 243    | 1.25   |
| 2    | Argentina | 4        | 3        | 1        | 9        | 9    | 1    | 9.00  | 324    | 309    | 1.04   |
| 3    | Venezuela | 4        | 2        | 2        | 6        | 7    | 7    | 1.00  | 324    | 314    | 1.03   |
| 4    | Chile     | 4        | 1        | 3        | 3        | 5    | 9    | 0.55  | 304    | 317    | 0.95   |
| 5    | Perú      | 4        | 0        | 4        | 0        | 0    | 12   | 0.00  | 227    | 300    | 0.75   |

### Partidos
- Los horarios son correspondientes a la hora local (UTC-3).

| Fecha       | Hora  | Equipo 1  | Res. | Equipo 2  | Set 1 | Set 2 | Set 3 | Set 4 | Set 5 | Total | Reporte |
| ----------- | ----- | --------- | ---- | --------- | ----- | ----- | ----- | ----- | ----- | ----- | ------- |
| 25 de junio | 17:00 | Chile     | 3-0  | Perú      | 25-15 | 25-21 | 25-20 | x     | x     | 75-56 | 001     |
| 25 de junio | 20:00 | Brasil    | 3-0  | Venezuela | 25-22 | 25-21 | 28-26 | x     | x     | 78-69 | 002     |
| 26 de junio | 17:00 | Argentina | 3-1  | Venezuela | 25-22 | 25-17 | 19-25 | 26-24 | x     | 95-88 | 003     |
| 26 de junio | 20:00 | Brasil    | 3-0  | Perú      | 25-18 | 25-13 | 25-20 | x     | x     | 75-51 | 004     |
| 27 de junio | 15:00 | Argentina | 3-1  | Chile     | 25-17 | 19-25 | 25-23 | 25-16 | x     | 94-80 | 006     |
| 27 de junio | 18:00 | Perú      | 0-3  | Venezuela | 25-19 | 25-15 | 25-21 | x     | x     | 75-55 | 005     |
| 28 de junio | 13:00 | Argentina | 3-0  | Perú      | 25-22 | 25-20 | 25-23 | x     | x     | 75-65 | 007     |
| 28 de junio | 16:00 | Brasil    | 3-0  | Chile     | 25-20 | 25-20 | 25-23 | x     | x     | 75-63 | 008     |
| 29 de junio | 13:00 | Chile     | 1-3  | Venezuela | 22-25 | 25-15 | 25-22 | 26-24 | x     | 92-86 | 009     |
| 29 de junio | 16:00 | Brasil    | 3-0  | Argentina | 25-21 | 25-15 | 26-24 | x     | x     | 76-60 | 010     |

## Campeón
| Brasil           |
| Campeón          |
| Brasil 1° título |